# Cratere Firuza
Firuza  è un cratere sulla superficie di Venere.